# Paul Steinebach

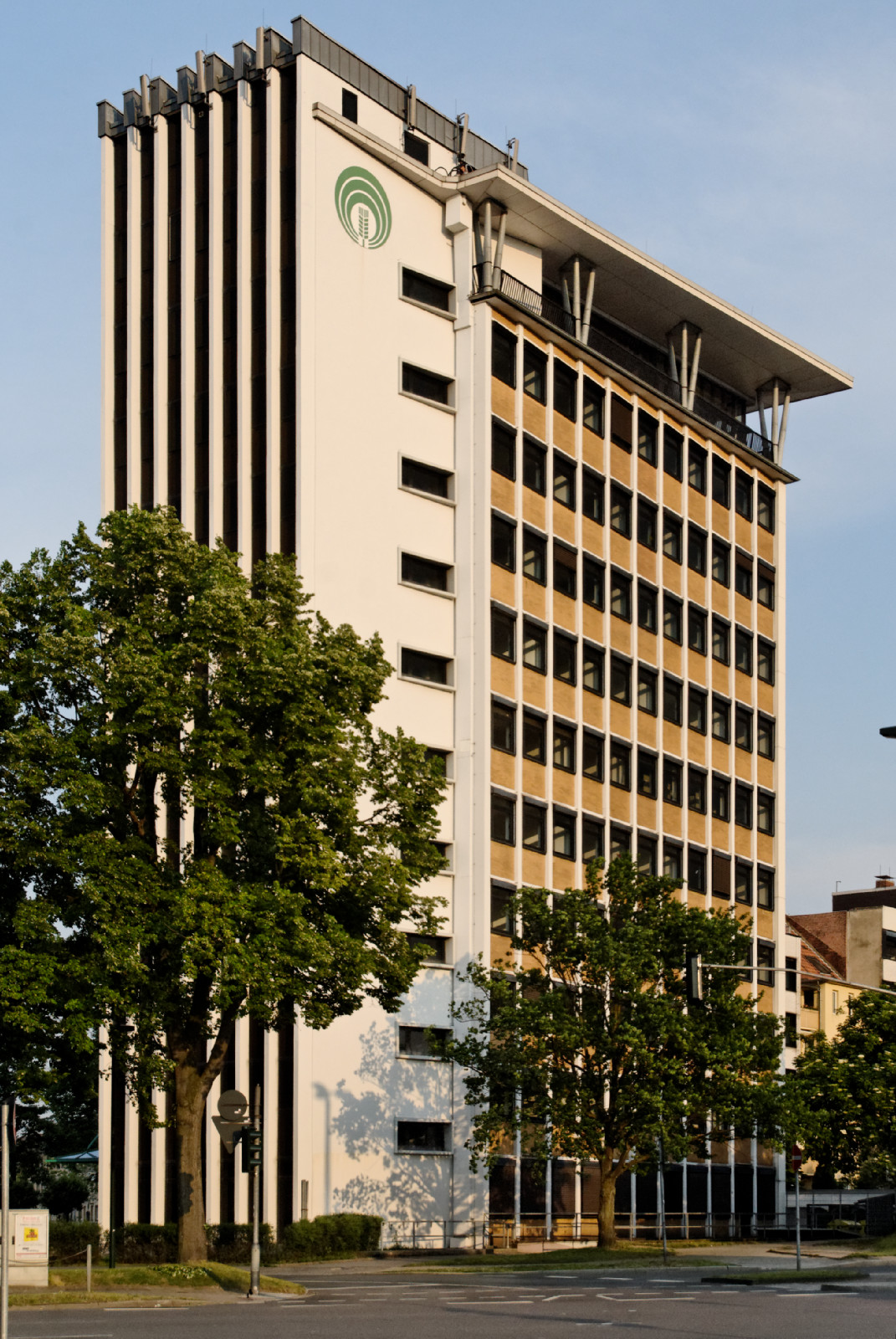
Von Steinebach entworfenes Gebäude in Düsseldorf

Paul Alfons Christian Steinebach (* 31. März 1927 in Breitenau (Westerwald); † 26. März 2017 in Siegen) war ein deutscher Architekt, Stadtplaner und Hochschullehrer.

## Leben
Paul Steinebach studierte Architektur und Stadtplanung an der Technischen Hochschule Darmstadt und war in Düsseldorf tätig. Er wurde 1984 an der Universität Hannover mit der Arbeit Untersuchung hochmittelalterlicher Städte. Stadtgründungen, Kondominate und Privilegien Erzbischof Engelberts I. von Köln zum Dr.-Ing. promoviert. Er hatte die Professur für Städtebau und Regionalplanung an der Universität-Gesamthochschule Siegen, heute Universität Siegen, inne und war langjähriger Dekan des Fachbereichs Architektur.
Steinebach war von 1983 bis 1994 Vorsitzender des Siegerländer Heimat- und Geschichtsvereins. Er begründete unter anderem die Buchreihe „Beiträge zur Geschichte der Stadt Siegen und des Siegerlandes“.
Paul Steinebach engagierte sich für zahlreiche Sozialprojekte im Heiligen Land und war Mitglied im Deutschen Verein vom Heiligen Lande. 1989 wurde er vom Kardinal-Großmeister John Patrick Foley zum Ritter des Ritterordens vom Heiligen Grab zu Jerusalem ernannt und am 20. Mai 1989 im Mainzer Dom durch Bischof Anton Schlembach, Großprior der deutschen Statthalterei, in den Orden investiert.
1954 trat Steinebach in die katholische Studentenverbindung W.K.St.V. Unitas Palatia (UV) in Darmstadt ein.  Paul Steinebach war verheiratet mit Karin geb. Helms; aus der Ehe stammen zwei Töchter.

## Schriften
- Die Geschichte eines Siegener Kaufhauses. Siegen 1983.
- Untersuchung hochmittelalterlicher Städte. Stadtgründungen, Kondominate und Privilegien Erzbischof Engelberts I. von Köln. Hannover 1984. (Dissertation)
- Jakob Scheiner und Wilhelm Scheiner. Stadtmaler und Stadtzeichner – Landschafts- und Architekturmaler – Köln – Siegen und Siegerland. Vorländer Verlag, Siegen 1986, ISBN 3-923483-01-8.
- zusammen mit Karin Steinebach: Generalisierte Gesamtstadtbildanalyse Siegen. Teilbereich Hauptachsen und Zentren. Siegen 1989.
- Siegen. Fotografierte Zeitgeschichte. Droste, Düsseldorf 1991, ISBN 3770008936.